# Hérisson (rzeka)
Hérisson – rzeka we Francji, przepływająca przez teren departamentu Jura, o długości 20,4 km. Stanowi dopływ rzeki Ain.